# Enrique Bonet
Enrique Bonet est un dessinateur et scénariste espagnol de bande dessinée né en 1966.

## Biographie
Enrique Bonet est né à Malaga en 1966. Il est illustrateur de livres pour enfants et humoriste et publie des bandes dessinées et des dessins d’humour dans diverses revues.

## Publications
- Le Signe de la lune avec José Luis Munuera - 2009, Dargaud, collection Long Courrier